# Sauveterre (Altos Pirineos)
Sauveterre es una comuna y población de Francia, en la región de Mediodía-Pirineos, departamento de Altos Pirineos, en el distrito de Tarbes y cantón de Maubourguet.
Está integrada en la Communauté de communes du Val d'Adour.

## Demografía
Su población en el censo de 1999 era de 151 habitantes.
| 465 | 377 | 223 | 208 | 185 | 187 | 161 | 151 |
| Para los censos de 1962 a 1999 la población legal corresponde a la población sin duplicidades (Fuente: INSEE [Consultar]) |     |     |     |     |     |     |     |